# Microplia
Microplia là một chi của loài bọ cánh cứng thuộc họ Cerambycidae

## Các loài
Chi này có chứa các loài sau:
- Microplia agilis Audinet-Serville, 1835
- Microplia nigra Monné, 1976